# Medicago constricta
Medicago constricta är en ärtväxtart som beskrevs av Michel Charles Durieu de Maisonneuve. Medicago constricta ingår i släktet luserner, och familjen ärtväxter. Inga underarter finns listade i Catalogue of Life.

## Bildgalleri

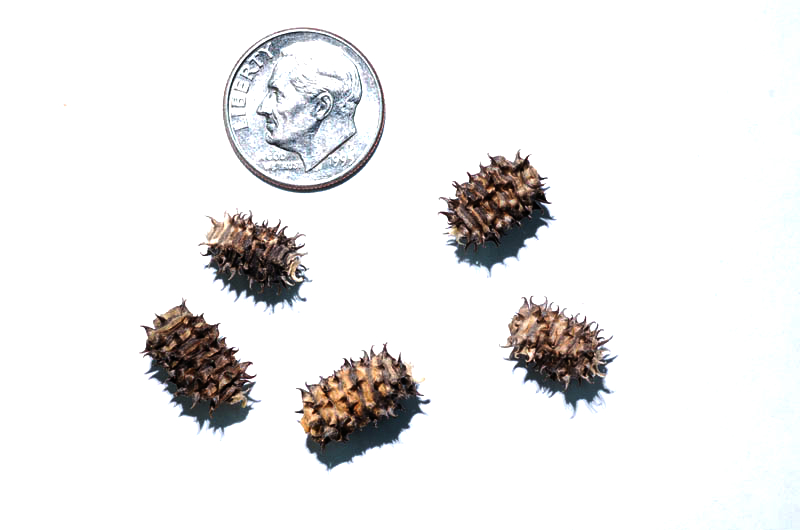
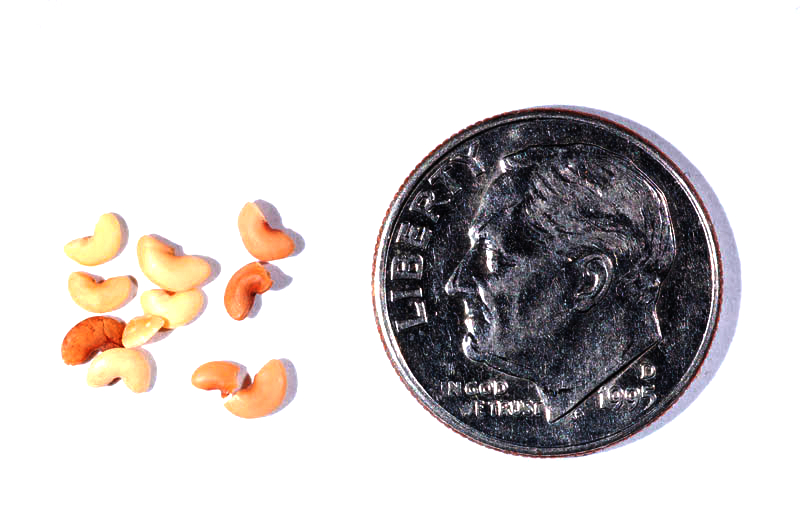